# Djedkheperew
Djedkheperew (còn được biết đến là Djedkheperu) là một vị pharaon của Ai Cập cổ đại thuộc vương triều thứ 13, ông trị vì trong khoảng 2 năm, từ khoảng năm 1772 TCN cho tới tận năm 1770 TCN. Theo các nhà Ai Cập học Kim Ryholt và Darrell Baker, Djedkheperew là vị vua thứ 17 của vương triều này. Djedkheperew là tên Horus của vị pharaon này; tên prenomen và nomen của Djedkheperew vẫn chưa được biết.

## Chứng thực
Chứng thực đương thời
Triều đại của Djedkheperew được xác nhận bởi 11 vết dấu triện đến từ các pháo đài của người Ai Cập tại thác nước thứ hai ở Nubia. Mười trong số đó được tìm thấy ở Uronarti và có mối quan hệ mật thiết với các vết dấu của Sekhemrekhutawy Khabaw và Maaibre Sheshi. Vết dấu cuối cùng được tìm thấy ở Mirgissa.
Bên cạnh những vết dấu này, Djedkheperew còn được chứng thực bởi Chiếc Giường của Osiris, một tác phẩm điêu khắc đồ sộ bằng đá basalt miêu tả thần Osiris nằm trên một chiếc quan tài. Chiếc Giường của Osiris được tìm thấy trong ngôi mộ của vị pharaon thuộc vương triều thứ Nhất là Djer, vốn được người Ai Cập cổ đại đồng nhất với ngôi mộ của thần Osiris. Tác phẩm điêu khắc này ngày nay nằm tại Bảo tàng Ai Cập. Tác phẩm này ban đầu được quy cho là thuộc về vị pharaon thuộc vương triều thứ 13 là Khendjer bởi Leahy, nhưng các nghiên cứu gần đây về các dòng chữ khắc đã chứng thực rằng nó ban đầu mang tên của Djedkheperew. Tên nomen của Djedkheperew đã bị xóa bỏ vào một thời điểm nào đó từ thời cổ đại, nhưng vẫn có thể đọc được.
Trên bản danh sách vua Turin
Djedkheperew không được đề cập tới trong danh sách vua Turin, một bản danh sách vua được biên soạn vào thời đại Ramesses, mà giữ vai trò là nguồn sử liệu chính cho thời kỳ Chuyển tiếp thứ Hai. Ryholt lập luận rằng điều này là bởi vì triều đại của Djedkheperew (cũng như là vị tiên vương của ông, Sekhemrekhutawy Khabaw và người kế vị trực tiếp Sebkay, tất cả đều vắng mặt khỏi bản danh sách này) đã bị mất do nằm trong khoảng trống của văn kiện gốc mà từ đó bản danh sách này được sao chép lại. Điều này chắc hẳn là đúng bởi vì các hiện vật cho thấy rằng Khabaw đã kế vị Hor và Sebkay là một trong số các tiên vương của Amenemhat VII, trong khi bản danh sách này lại liệt kê Amenemhat VII là người kế vị trực tiếp của Hor (cột thứ 7, hàng thứ 17 và 18).

## Gia đình và triều đại
Theo Ryholt, Djedkheperew là một người em trai của vị tiên vương Sekhemrekhutawy Khabaw và là một người con trai của pharaon Hor Awibre. Lập luận của Ryholt dựa trên những dấu triện đến từ Uronarti và Chiếc Giường của Osiris. Các dấu triện này cho thấy rằng Khabaw và Djedkheperew đã trị vì gần cùng thời điểm với nhau, trong khi những gì còn sót lại từ tên của Djedkheperew trên Chiếc Giường của Osiris cho thấy rằng nomen của ông bắt đầu bằng hrw. Điều này gợi ý rằng nomen của Djedkheperew chỉ ra mối quan hệ cha con của ông với Hor. Bởi vì Khabaw được biết đến là người kế vị của Hor, Ryholt kết luận rằng Djedkheperew là em trai và người kế vị của Khabaw.